# Paria (persoon)

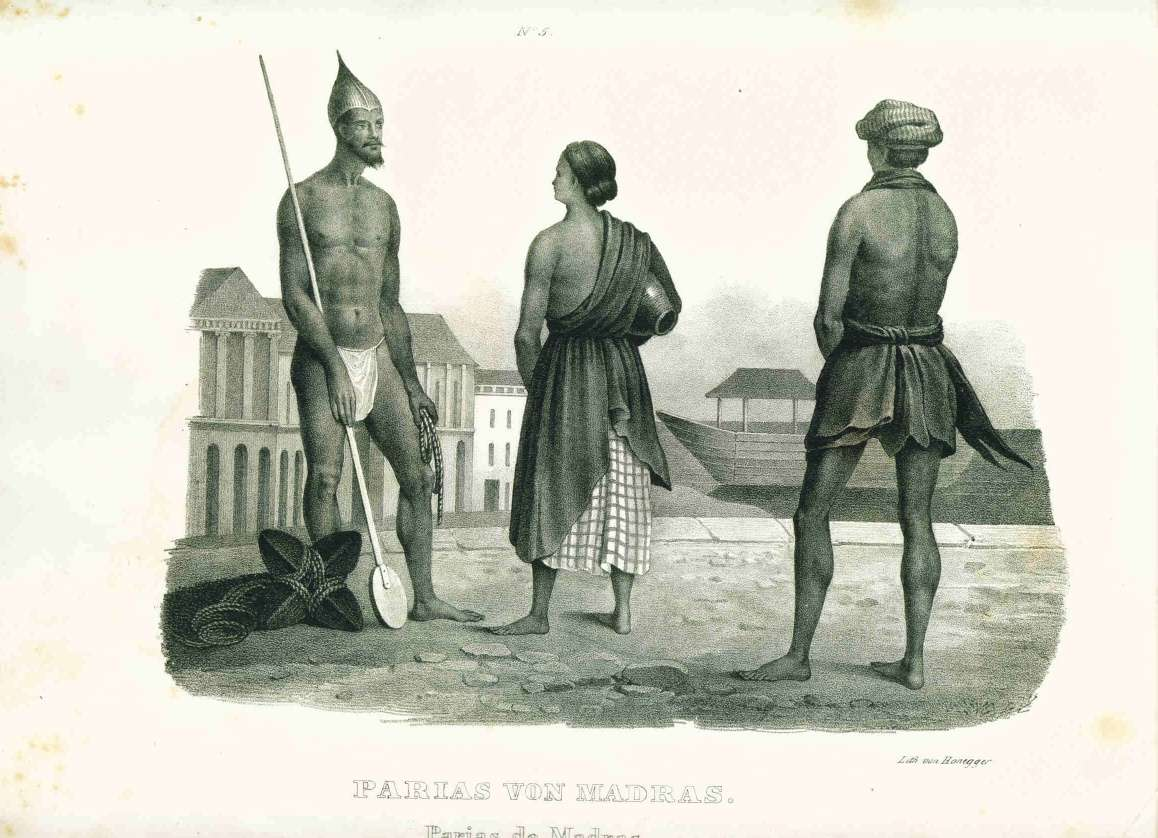
Parias von Madras, een Duitse gravure uit de jaren 1870

Een paria, verschoppeling of verstoteling is iemand die uit de samenleving of maatschappij is verstoten of op een bepaalde manier wordt uitgesloten of genegeerd. De persoon past niet in de normale maatschappij en bevindt zich in een sociaal isolement. Het woord is afgeleid van het Tamil-woord paraiyar, mensen die zich onderaan de sociale ladder in Zuid-India bevinden.